# بوگورودسکویه (باشقیرستان)
بوگورودسکویه (انگلیسی: Bogorodskoye, Republic of Bashkortostan) یک شهرک در شهرستان بلاگووشچنسکی باشقیرستان کشور روسیه است.